# جانی سیکوویا
جانی سیکوویا (انگلیسی: Johnny Sequoyah؛ زادهٔ ۲۵ اکتبر ۲۰۰۲) یک هنرپیشه اهل ایالات متحده آمریکا است.
او در فیلم در میان کلاغ‌ها بازی کرده‌است.